# 穆爾菲爾德鎮區 (阿肯色州獨立縣)
穆爾菲爾德鎮區（英語：Moorefield Township）是位於美國阿肯色州獨立縣的一個行政鎮區。

## 地方資料
穆爾菲爾德鎮區的面積為56.13平方千米，當中陸地面積為55.84平方千米，而水域面積為0.29平方千米。根據2010年美國人口普查的數據，當地共有人口2880人，而人口密度為每平方千米51.31人。